# 霍爾姆斯 (加利福尼亞州)
霍爾姆斯（英語：Holmes）是位於美國加利福尼亞州洪堡縣的一個非建制地區。該地的面積和人口皆未知。

## 地理
霍爾姆斯的座標為40°25′06″N 123°56′26″W / 40.41833°N 123.94056°W，而該地的平均海拔高度為47米（即154英尺）。